# Loxocarya magna
Loxocarya magna là một loài thực vật có hoa trong họ Restionaceae. Loài này được Meney & K.W.Dixon mô tả khoa học đầu tiên năm 1996.